# Toby Kodat
Toby Kodat (ur. 13 stycznia 2003 w Bradenton) – amerykański tenisista, finalista juniorskiego French Open 2019 w grze pojedynczej.
Jego przyrodnią siostrą jest tenisistka Nicole Vaidišová.

## Kariera tenisowa
W karierze wygrał jeden singlowy oraz trzy deblowe turnieje rangi ITF.
W 2019 roku dotarł do finału juniorskiego French Open w grze pojedynczej. W decydującym meczu przegrał z Holgerem Vitusem Nødskovem Rune 3:6, 7:6(5), 0:6.
W tym samym sezonie podczas US Open zadebiutował w wielkoszlemowym turnieju głównym w grze podwójnej. Startując wówczas z Martinem Dammem odpadł w drugiej rundzie.
W rankingu gry pojedynczej najwyżej był na 617. miejscu (25 października 2021), a w klasyfikacji gry podwójnej na 366. pozycji (12 października 2020).

### Finały juniorskich turniejów wielkoszlemowych w grze pojedynczej (0-1)
| Końcowy wynik | Nr | Data           | Turniej            | Nawierzchnia | Przeciwnik                | Wynik finału     |
| ------------- | -- | -------------- | ------------------ | ------------ | ------------------------- | ---------------- |
| Finalista     | 1. | 8 czerwca 2019 | French Open, Paryż | Ceglana      | Holger Vitus Nødskov Rune | 3:6, 7:6(5), 0:6 |